# Actinodaphne rotundifolia
Actinodaphne rotundifolia là loài thực vật có hoa trong họ Nguyệt quế. Loài này được (Nees) Merr. miêu tả khoa học đầu tiên năm 1936.